# Юзы
Юзы — средневековое тюркоязычное племя, образованное вначале как военная единица, затем вошедшее в состав ногайцев и узбеков.

## Происхождение
Самое раннее упоминание о юзах в составе узбекских племён Мавераннахра относится к XVI веку.
Слово «юз» исследователи производят от тюркского слова юз — (сто). Судя по их родовому составу можно предположить, что они представляли собой конгломерат потомков некоторых средневековых тюркоязычных племён. Юзы не упоминаются ни в составе орд Чингисхана, ни среди местных домонгольских тюркоязычных племён.
Согласно данным средневековых источников юзы были одним из 92 узбекских племён. В «Маджму ат-Таварих», «Тухфат ат-таварих-и хани» они указаны на втором месте.
По сведениям Б. Х. Кармышевой, у узбеков племени барлас есть предание о шести (семи) братьях-предках. С. С. Губаева упоминает, что «…все юзы (одно из узбекских племён. — С.А.) являются потомками семи братьев (етти огаины): Марка… Балгалы, Уроклы, Сулоклы, Каравош, Карабуйин, Карапчи…»; на туях выше всех сидели представители рода Марка, ведущего свое происхождение от старшего из братьев.
Юзы относятся к расе средниазиатского междуречья большой европеоидной расы с незначительной примесью монголоидных элементов.
Исследователь Ч. Валиханов зафиксировал предания о 96 узбекских племенах, в число которых входили: минги, юзы и кырки. По его мнению они являлись потомками древних тюрков. Некоторые авторы упоминают юзов в числе племён тюрко-монгольского происхождения. Юзы упоминаются среди поздних племён, пришедших из Дашти Кипчака с Шейбани Ханом.

## Известные уроженцы
Турды (XVII — 1701) — узбекский поэт XVII века, писавший также под литературным псевдонимом Фароги.
Фазиль-бий (XVIII?) — глава племени юз в середине XVIII века.
Хаккули мингбаши (узб. Haqq quli mingboshi), 1786—1832, Коканд) — кокандский государственный, политический и военный деятель, мингбаши Кокандского ханства с 1822 по 1832 годы.
Мухаммад Рахим-бий — аталык хана Бухарского ханства.
Мунис Шермухаммад (чагат. مونس خوارزمی узб. Munis Shermuhammad) (1778, Хорезмская область — 1829) — узбекский поэт, писатель, историк и переводчик.
Мухамма́д Риза́ Агахи́ (чагат. محمد رضا آگهی) (1809, Хива — 1874, Хива) — узбекский поэт, историк и переводчик.

## Родовой состав узбекского племени юзов
В первой половине XVIII века узбеки рода юз по данным «Тухфат-и хани» в основном населяли Джизакскую область и Гиссарскую долину. Юзы приняли участие и в формировании узбекского населения Ферганы.
В источниках встречается общее название кырк-юз. Возможно, что это был союз этих племён. Известно, что кырки поддерживали родственные связи с узбекским племенем юзов на территории долины Зерафшана.
| Племя | Марка | Марка | Марка                                                                                               | Карапчи |
| Роды  | Хтай-юз | Раджаб | Солин                                                                                               | Карапчи |
| ----- | --- | --- | --------------------------------------------------------------------------------------------------- | --- |
| Роды  | 1. Ханходжа 2. Саджуз (Сад-юз) 3. Нибуса (Немусо) 4. Каракурсак 5. Куруккозок 6. Бешкуви 7. Тыгирик 8. Бахмачаи 9. Увол 10. Мугол 11. Ходжа-бачча 12. Чиркыроук | 1. Бешжуз (Бешюз) 2. Бешбола 3. Чаллар 4. Чолджувит 5. Чиялы 6. Джувансирак 7. Туяклы 8. Оламон 9. Алями 10. Жумалакбаш 11. Галасак 12. Бохлоук | 1. Давлей-солин 2. Кырсадак 3. Каврак-солин 4. Джучи-солин 5. Шадман-топи 6. Тагай-топи 7. Лапкарыш | 1. Корабуйин 2. Парча-юз 3. Баявут 4. Куштамгали 5. Сагиссары 6. Очамайлы 7. Кунгирвой 8. Найман 9. Тарнов-карапчи 10. Кокани-карапчи 11. Оювлы |

По данным переписи населения Таджикистана 2010 года численность юзов в стране составила 3798 человек.